# Luis Guillermo Vasco
Luis Guillermo Vasco Uribe es un antropólogo y etnógrafo colombiano con una trayectoria investigativa y docente de más de cincuenta años. Sus trabajos en la investigación y la docencia siempre han estado sustentados en el trabajo conjunto y la confrontación con indígenas y estudiantes. Los vínculos con los pueblos indios de Colombia desde mediados de años sesenta del siglo XX hasta la actualidad (especialmente con las nacionalidades embera y guambiana) le han permitido desarrollar la metodología de «Recoger los conceptos en la vida». El trabajo con las comunidades académicas de diferentes instituciones, comunidades y organizaciones lo llevó a consolidar la «Pedagogía de la confrontación»

### Luis Guillermo Vasco y Lewis Henry Morgan
Uno de los momentos del trabajo de este etnógrafo fue su encuentro con la obra de Lewis Henry Morgan. Es de resaltar que su libro «Lewis Henry Morgan: confesiones de amor y odio» es el primero escrito en Colombia y por un colombiano sobre teoría antropológica (el segundo libro escrito en Colombia en ese campo es «Notas de viaje. Acerca de Marx y la antropología» también de Vasco).

Durante sus años como estudiante y docente en la Universidad Nacional y siendo parte de las confrontaciones sobre la orientación que debería seguir el departamento de antropología, se le presentó la necesidad de estudiar a fondo, en las clases con sus alumnos, la obra del etnógrafo norteamericano. Sobre ese encuentro afirma Vasco:
«Y fue un descubrimiento. No el esplendoroso paisaje que se abre repentino ante los ojos en una vuelta del camino. No, más bien la esquiva riqueza mineral que se descubre en la más profunda veta bajo la gigantesca montaña, y se arranca al filón con sudor y esfuerzo, grano a grano.
Fue encontrar al pionero y seguir sus pasos en el desbrozar caminos. Y aprender a quererlo a través de su tarea».
En muchos sentidos se trató del encuentro de dos compañeros, separados por tiempo y espacio que, sin embargo, compartían sus visiones del mundo y el compromiso vital con los pueblos aborígenes con los que se relacionaron. Morgan y Vasco lograron consolidar sus metodologías mediante un arduo trabajo que les permitió comprender que la etnografía es ante todo la vida; en Vasco y Morgan el pensamiento racional no reduce o elimina «el brillo de la intuición»; el elemento determinante es comprender que la antropología es un compromiso.

#### En el texto escrito en conjunto con los Taitas Abelino Dagua y Misael Aranda, mayores guambianos, escribe Vasco en la introducción
«La creencia en que la tradición ya no existía, corría pareja con aquella que expresaba que los guambianos no habían resistido a su dominación ni a los procesos de integración a los que se los sometió y seguía sometiendo. Al proclamar ambas cosas, aquellos científicos sociales se hacían portadores del más ferviente deseo de los dominadores, a la vez el más oculto: que los guambianos estuvieran ya domesticados por completo.
Precisamente, si la tradición y la cosmogonía no desaparecieron fue porque hubo resistencia; al mismo tiempo, perduraron como formas de ella. No se extinguieron porque están impresas en el territorio y de él se beben cada día con sólo existir en él y recorrerlo.
Cuando explicitamos este saber, en público y abiertamente, reivindicándolo, encontramos que la mayor parte del mismo seguía vivo en las cabezas y en el actuar cotidiano de casi todos los namuy misak».
En la lectura de esos tres fragmentos, dos de Vasco y uno de Morgan, se puede encontrar bastante similitud estilística y de contenido; que es resultado de la profunda cercanía en las posturas ético política de estos autores. Morgan nos muestra la plenitud y fuerza de la liga iroquesa, de los pueblos nativo americanos, que la civilización invasora está arrasando, nos exige tratar de estar a la altura de un pueblo cuyo «gobierno no tuvo igual». Vasco nos muestra la fuerza del conocimiento y la autoridad india, que resiste la aniquilación y que se levanta en la resistencia, ofreciendonos a todos una posibilidad de vida.

### Recoger los conceptos en la vida
Durante un seminario de una semana, en la Universidad del Cauca (Colombia, febrero de 2016) el profesor Vasco realizó una ajustada síntesis del proceso de creación de su metodología; para este artículo retomaremos algunos de los elementos que se desarrollaron allí. El primer tema es la forma en que conoce, las formas en que los seres humanos, en general, producimos conocimiento. Lo anterior implica definir las relaciones entre la realidad y el conocimiento; de allí comprender la teoría general del conocimiento en la que se ubica la propuesta del autor y finalmente la relación entre el conocimiento y la acción humana.